# شمسه (تذهیب)

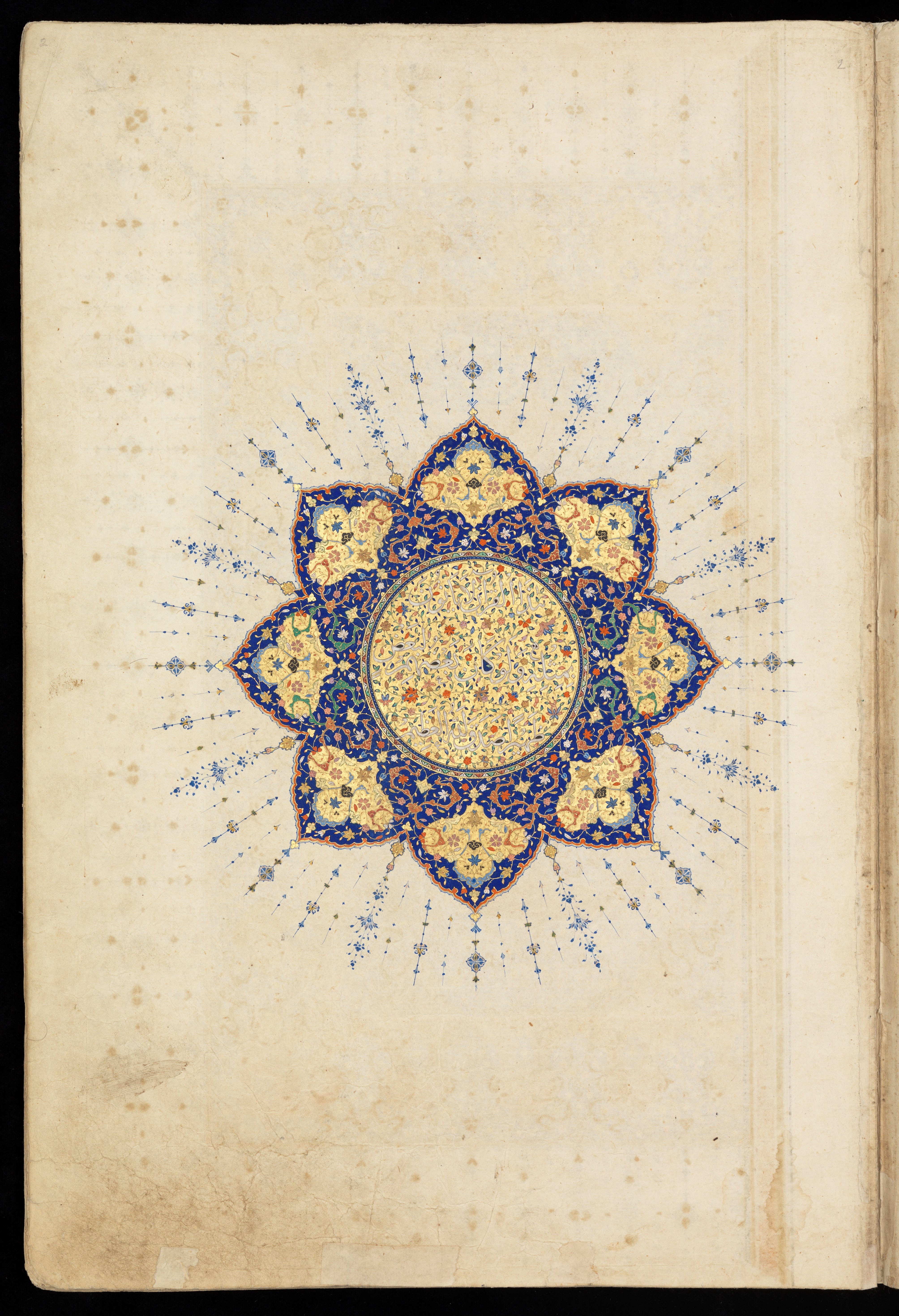
شمسه در قرآن روزبیهان. ایران، ج. ۱۵۵۰. کتابخانهٔ چستربیتی

شمسه نقشی تزئینی، نمادین و انتزاعی از خورشید است که در تذهیب به‌کار می‌رود. در هنر اسلامی، شمسه (به عربی: شمسة) یک گل رز یا مدالیون با تزئینات پیچیده‌است که در بسیاری از زمینه‌ها از جمله نسخ خطی، فرش، فلزکاری‌های زینتی و تزئینات معماری مانند زیر گنبدها استفاده می‌شود. شمسه می‌تواند اشکال گوناگونی از دایره گرفته تا ستاره داشته باشد. این نام به معنای «خورشید کوچک» است که از شمس، واژهٔ عربی به معنای «خورشید» گرفته شده است. مشخصهٔ آن نقوش تکراری موجود در هنر اسلامی است، مانند استفاده از اشکال هندسی گُل یا گیاه در طرحی تکراری که به‌عنوان اسلیمی شناخته می‌شود. طرح‌های اسلیمی اغلب برای نشان دادن نمادی از ذات متعالی، تقسیم‌ناپذیر و نامتناهی خداوند به کار می‌رود و مانند سایر الگوها و اشکال هنر اسلامی، شمسه نیز دارای اهمیت مذهبی است، مانند نماد وحدت خداوند.
شمسه در زبان عربی و اردو نیز یک نام زنانه است، برای مثال شمسه آل مکتوم، شمسه بنت سهیل المزروعی.

## هنر کتابت

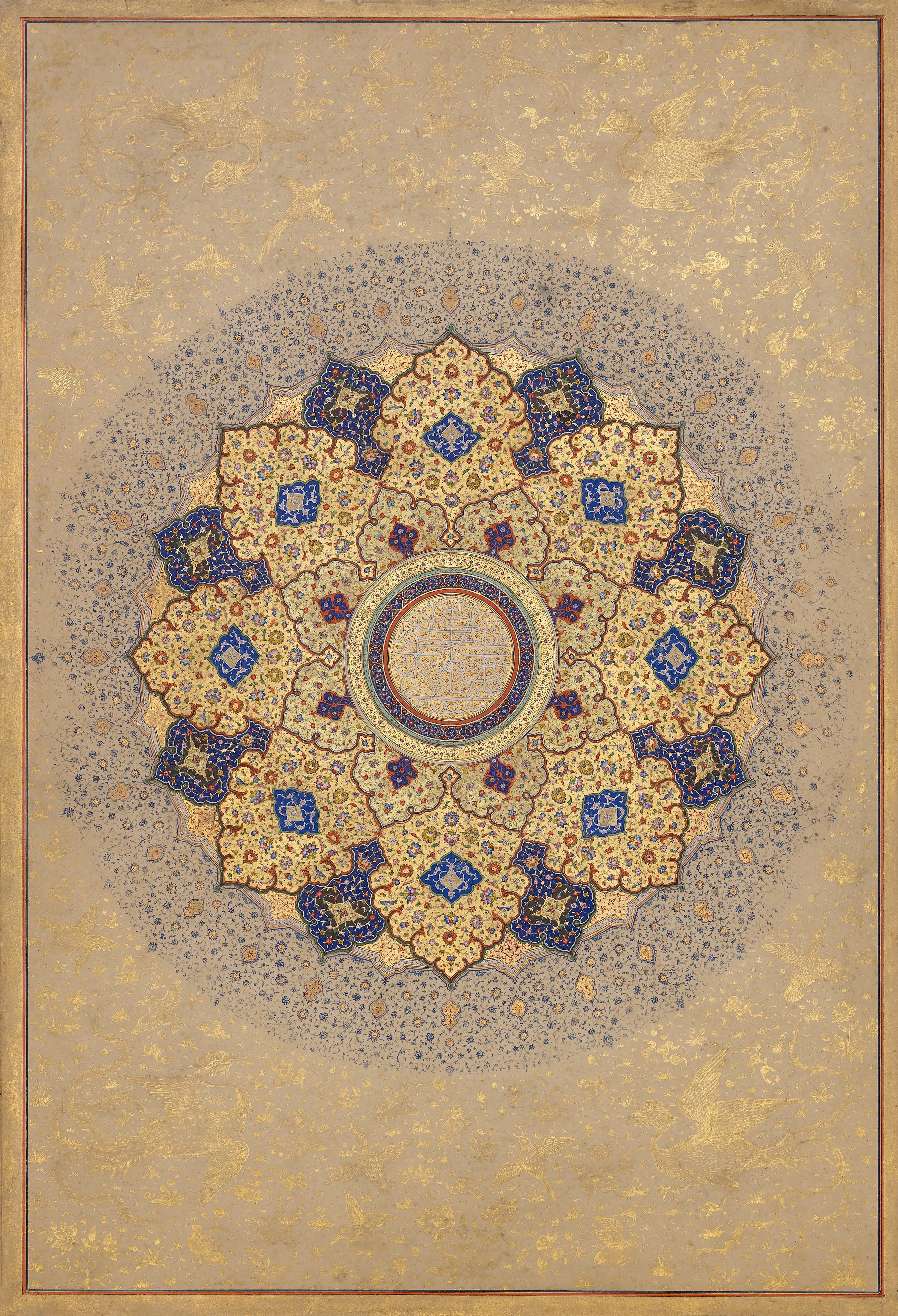
شمسه با نام و القاب شاه جهان. هند، ج. ۱۶۳۰–۴۵. موزهٔ هنر متروپولیتن

در نسخه‌های خطی فارسی، صفحهٔ اول به‌طور سنتی شامل یک گل رز یا مدالیون بیضی شکل است که در بالا و پایین آن گاهی کارتوش‌ها و نخل‌های تزئینی وجود دارد. شمسه به چند شکل متقارن مانند ستارهٔ هشت یا دوازده پر با نقوش اسلیمی یا گل دارد. تابلوی مرکزی حاوی کتیبه‌ای بود که ممکن است صاحب نسخهٔ خطی، نویسنده، عنوان اثر یا گاهی تقدیم به کسی باشد. در حاشیهٔ متن، عددی در مرکز وجود دارد که بیانگر عبور از پنج یا ده آیه است.

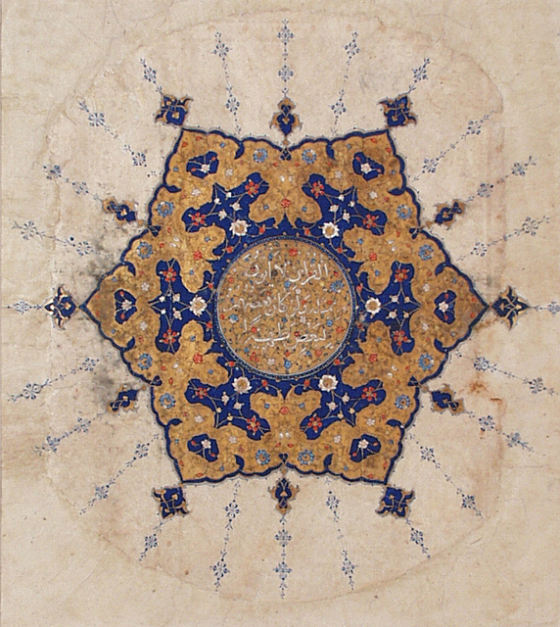

شمسه تابلویی با طراحی دقیق است که نشان‌دهندهٔ چندین ماه کار یک خوشنویس تذهیب‌کار است که مخصوصاً برای این‌گونه تذهیب‌ها آموزش دیده‌است. اگرچه گل سرخ‌های مشابه بسیاری در نسخه‌های خطی فارسی تولید شده بود، اما شمسهٔ مغول در داشتن عنصری سه‌بعدی و ترجیح رنگ‌آمیزی گرم با آن‌ها تفاوت دارد. برای مثال تصویر نشان داده شده، صفحهٔ اول آلبوم هاکوپ گئورکیان را نشان می‌دهد، آلبومی که توسط شاه جهان، بین سال‌های ۱۶۲۸ تا ۱۶۵۸، زمانی که امپراتوری مغول به اوج شکوه فرهنگی خود رسیده بود، گردآوری شده‌است. این آلبوم شامل حدود پنجاه نقاشی، تذهیب و نمونه‌هایی از خوشنویسی است که بیشتر تحت حمایت شاه جهان خلق شده‌اند. ابعاد شمسه ۳۸٫۶ در ۲۶٫۵ سانتی‌متر (۱۵٫۲ در ۱۰٫۴ اینچ) است و در حدود سال ۱۶۴۵ ساخته شده‌است. این طرح شامل گل‌های فوق‌العاده، نوارهای ابری، حشرات و پرندگان است. با جوهر روی کاغذ کشیده شده و با آبرنگ مات نقاشی شده‌است و شامل چندین رنگ طلایی است. کتیبه در تابلوی مرکزی نوشته شده‌است: «اعلی حضرت شهاب‌الدین محمد شاه جهان، پادشاه جنگجوی ایمان، خداوند پادشاهی و حاکمیت او را ماندگار کند». این آلبوم بخشی از مجموعه‌ای از هنر اسلامی است که در موزهٔ هنر متروپولیتن در نیویورک نگهداری می‌شود.
به نظر می‌رسد که همین هنرمند دو شمسهٔ مشابه را در یکی دیگر از نسخه‌های خطی مهم شاه جهان به نام «پادشاهنامهٔ ویندزور» تولید کرده‌است. تعدادی از آلبوم‌های امپراتوری مشابه، با شمسه‌هایی به‌عنوان پیش‌نما، به‌ویژه در مجموعه‌هایی که توسط موزهٔ هنر متروپولیتن، موزهٔ هنر لس آنجلس، موزهٔ ویکتوریا و آلبرت در لندن و کتابخانهٔ چستربیتی در دوبلین نگهداری می‌شوند، وجود دارد.

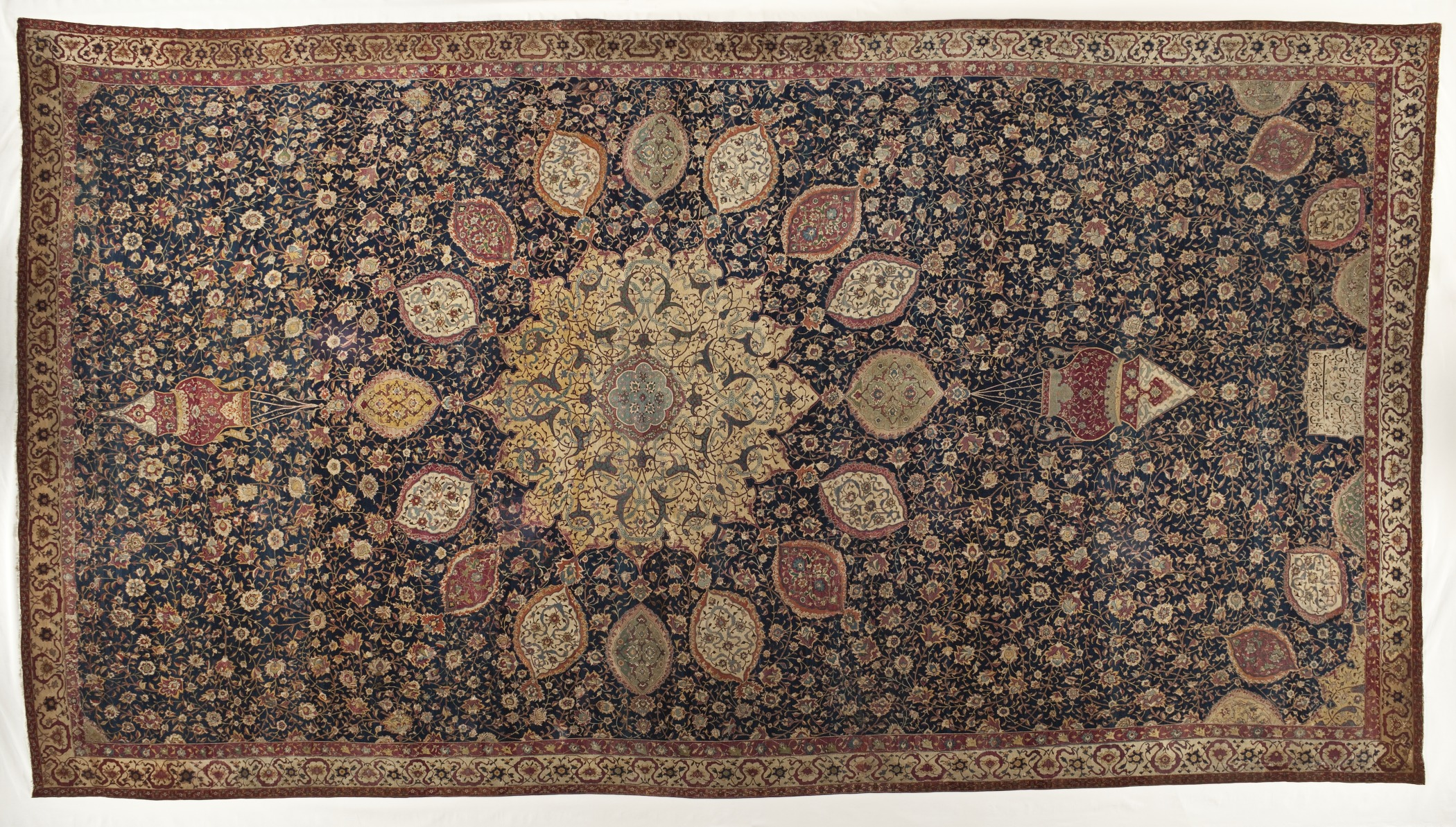
شمسه در مرکز فرش اردبیل. ایران، ۱۵۳۹–۴۰. موزهٔ ویکتوریا و آلبرت. این پلاک عاج حکاکی‌شده دارای امضای استادی ناشناخته به نام محمد طالب گیلانی است. این پلاک به احتمال زیاد برگرفته از سنوتاف شاه اسماعیل یکم است که گمان می‌رود توسط بیوه‌اش تجلو خانم یا پسرش شاه تهماسب برای مقبره‌اش در حرم اردبیل سفارش داده شده باشد. تزئینات چوبی مجلل منبت‌کاری شدهٔ قنوتاف شامل عاج، آبنوس و نوارهایی از استخوان یا عاج است که با رنگ‌های مختلف رنگ‌آمیزی شده‌است.

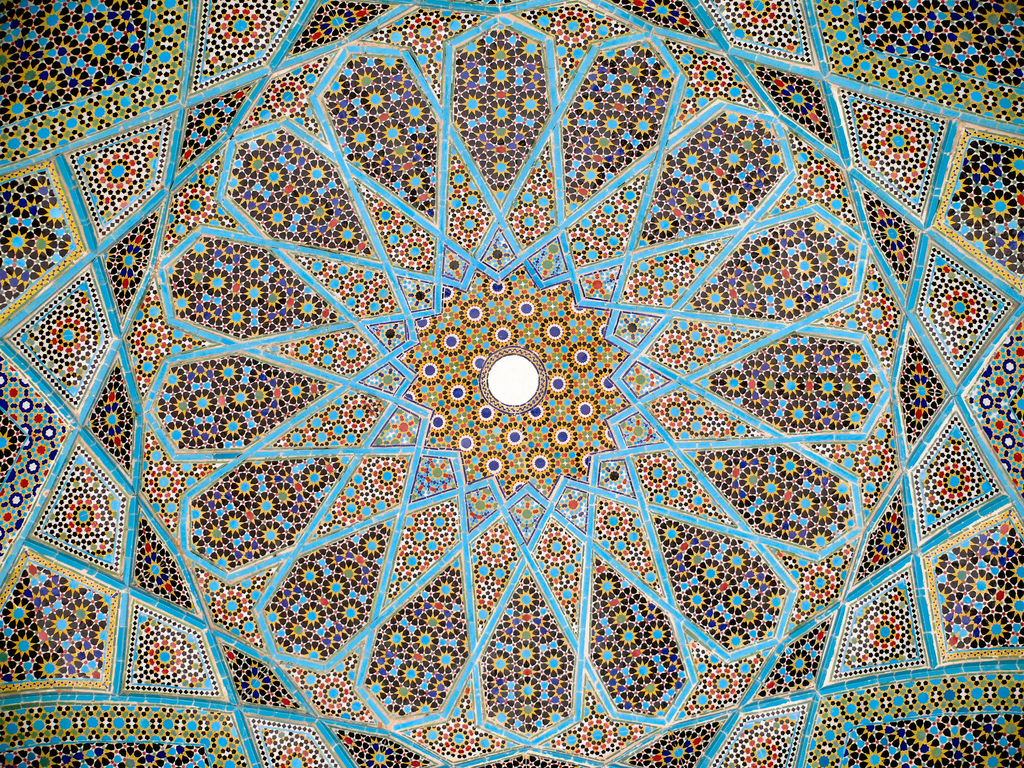
شمسهٔ سقف گنبدی حافظیه